# A Estrela
A Estrela é um conto de ficção científica de Arthur Charles Clarke datado de 1956, que se desenrola depois de uma expedição em visita de uma estrela transformada em supernova milhares de anos antes.
Após observarem o astro percebem um planeta girando a sua volta numa órbita muito distante o que o teria preservado do pior da explosão, e notam os restos de algumas construções artificiais em sua superfície. Ao analisarem de perto estes restos, os pesquisadores concluem que são os últimos vestígios de uma antiga civilização que existia antes da estrela explodir e que, incapazes de escapar do destino fatal, deixaram no último planeta o máximo de informações possíveis a respeito de sua cultura.
Um padre que vai na expedição, se impressiona com a humanidade dos indivíduos daquela civilização e presume que estes seriam seres pacíficos que tiveram um cruel destino, sua compaixão porém se transforma em desespero quando, após vários cálculos, descobre que a estrela em questão era a estrela de Belém, fazendo com que o anunciamento do messias no qual ele acreditava e devotou a vida fosse um ato de genocídio de toda uma espécie inteligente. O conto foi considerado o melhor de 1956.